# キヲクドロボウ
『キヲクドロボウ』は、自主制作映画団体Project Yamaken製作の、2007年に公開された日本の自主映画。上海国際映画祭出展作品。

## 作品概要
Project Yamakenの代表である山岸謙太郎を中心に製作費300万円という低予算で製作したSFエンターテイメント作品。
よく「キオクドロボウ」と間違えられるが「キヲクドロボウ」が正式名称である。2005年9月 - 12月の撮影期間を経て2007年に公開された。
上海国際映画祭で上映された時の英題は「THE MEMORY STEALERS」。

## ストーリー
近未来、医療技術の発達により人類の寿命はさらに延び続けていた。
しかしその一方でアルツハイマーをはじめとする神経変性疾患の増加が地球規模で問題となっていた。
それら脳障害問題に対応すべく、脳医療企業「レムコーポレーション」は人間の記憶をデータ化し、保存する技術を発表した。
その技術の基幹となるのは、リーサ・グレツキー博士の記憶データ。
しかし、彼女は謎の自殺を遂げていた。
多額の懸賞金が掛かった彼女の記憶データを盗もうとする二人の男、タロウとスラッシュ。
果たして彼女の記憶データを盗み出すことが出来るのか。
リーサ・グレツキー博士はなぜ死ななければならなかったのか…。
そして、記憶保存社会の未来とは…。

## その他
- 本編中に登場するCG400カットの約80% - 90%を監督の一人である石田肇が制作。
- 劇中のアクションは和希政幸が代表の「忍びの衆」が監修。
- 特殊部隊などが使用しているCQC（近接格闘）を展開している。

## キャスト
タロウ：正木蒼二
懸賞金目当てにレム・コーポレーションからリーサ・グレツキーの記憶を盗み出そうとしている盗みのプロ。
スラッシュ：木村有
記憶保存技術に精通しており、タロウと同じくリーサ・グレツキーの記憶を狙う。
オンナ：森川椋可
レム・コーポレーションの社長に従える謎の女兵士。
カズマ：三浦知之
過去の世界大戦で活躍した兵士。
リーサ・グレツキー博士：太田美恵
元レム・コーポレーションの研究員。
記憶保存技術「レムバンク・システム」の開発者。
社長：上山克彦
脳医療企業レムコーポレーションの社長。
セキュリティー隊長：小山剛志
通信兵：柴木丈瑠

### 他キャスト
隊員
大西貴之、川奈龍平、鈴木勝比古、坂本匡在、山本昭、武智則、桑原輝久、緒沢恒彦、古山慶作、ジェームス・岡田、遠藤貴博、浅井亮、本多秀成、岩田雄介、熊谷博一、小玉一樹、鈴木祐介、中山大輔、尾崎雅之、中山惟知也、中山元喜、KUNIO.COM、赤井初、猪爪尚紀、本上和樹
兵士
佐藤憲、小林敦史、渡部良祐、足立泰之
秘書
岡田啓壱
技術部長
下田祐司
チーフ
保田泰志
プレゼンテーター
竹田朱見
シークレットサービス
野口恒也、町田論
警備員
森了蔵、谷澤裕一、合戸良範
ベテラン刑事
田村研作
若手刑事
氏原修二
研究員
石原正純、原田賢治
研究員（過去）
梅津ノリジ、黒田浩史
システムエンジニア
西井宗治、葵
トラック運転手
石川幸造
研修員
西谷雄一
カズマ上司
JamesMcdonell、MorrisOstrowiecki
黒服
佐藤憲、藤本幸太郎
若者
高島章、多積正之
アナウンサー
橘言栄、鏑木悠利、半澤敦史、堀米正則、中野嘉仁、二宮亮、瑞木にょこ、光田治美、雪邑ヒナタ

## スタッフ
- 監督：山岸謙太郎、石田肇
- 製作総指揮/脚本/編集：山岸謙太郎
- VFX/原案/総合デザイン：石田肇
- 音楽：小林直幸
- 撮影/照明：加納亮治
- 録音：與古田信也、小玉一樹
- 助監督：野上景
- メイク指導：高畑名奈
- メイク：古川美佳、間瀬戸友紀
- 衣装：古川美佳
- 制作：與古田信也、ゆうき、西川直毅、古山慶作、光田治美、浅倉悠生、柴山祐満
- 記録：宝隼也、野上景
- メイキング：市川敦之
- アクション指導：忍びの衆

## 受賞・上映歴
2006年
- 12月 - 埼玉県川口市Skipシティ（関係者試写会）

2007年
- 1月
  - 下北沢トリウッド
  - 北沢タウンホール
- 11月
  - うえだ城下町映画祭（大賞受賞作品）
  - TAMA CINEMA FORUM
- 12月 - 下北沢トリウッドロングラン上映

2008年
- 2月
  - 夕張国際学生映画祭2008（オープニング特別作品）
  - 宮城県仙台市せんだいメディアテークスタジオシアター上映
- 6月 - 上海国際映画祭（インターナショナルパノラマ部門入選）
- 10月
  - 第6回京都映画祭（公式上映作品）
  - 愛媛県松山市シネマルナティック湊町

2009年
- 5月
  - ハンブルク日本映画祭
- 8月
  - 大阪九条シネ・ヌーボ